# Agalliopsis curiche
Agalliopsis curiche är en insektsart som beskrevs av Rauno E. Linnavuori och Delong 1979. Agalliopsis curiche ingår i släktet Agalliopsis och familjen dvärgstritar. Inga underarter finns listade i Catalogue of Life.